# میکروستلایت
میکروستلایت یا ریزماهواره (انگلیسی: Microsatellite) یا توالی‌های تکرارشوندهٔ کوتاه (انگلیسی: Short tandem repeats)، در برگیرندهٔ توالی‌های تکراری یک، دو، سه یا چهار نوکلوتیدی است که در سراسر ژنوم واقع شده‌است. تکرارهای میکروستلایت‌ها به ندرت داخل توالی‌های کدکننده قرار می‌گیرند، اما تکرارهای سه نوکلوتیدی درون ویا نزدیک ژن‌ها، با بعضی بیماری‌های توارثی مرتبط می‌باشند.
این تغییر در تعداد تکرارها در اثر جفت شدن نادرست تکرارهای پشت سرهم دورشته مکمل DNA طی همانندسازی DNA رخ می‌دهد که به نام جفت شدن ناجور رشته لغزنده [slipped strand mispairing] است. تصور می‌شود که مضاعف سازی‌ها یا حذف‌ها در توالی‌های بلندتر DNA تکراری پشت سرهم در اثر کراسینگ اور نابرابر توالی‌های DNA غیراللی برروی کروماتیدهای کروموزوم‌های همولوگ یا کروماتیدهای خواهری ایجاد شوند.
امروزه DNA میکروستلایت‌ها برای آزمایش‌های پزشکی قانونی و تشخیص ابوت [رابطه پدر - فرزندی] به کار می‌روند. همچنین آنها برای ردیابی ژنی در خانواده‌های با یک بیماری ژنتیکی با جهش ناشناخته سودمند می‌باشند.